# Det Socialistiske Arbejdes Helt
Det Socialistiske Arbejdes Helt (russisk: Герой Социалистического Труда, tr. Geroj Sotsialistitjeskogo Truda) var en orden, der blev uddelt i Sovjetunionen. Den blev tildelt for fremragende indsats indenfor erhvervsliv og kultur eller for særlig indsats i statens tjeneste eller offentlig virksomhed. Ærestitlen blev indstiftet 27. december 1938, mens det medfølgende ordenstegn, omtalt som Hammer og Segl-medaljen, blev indført 22. maj 1940 ved beslutning fattet af Den Øverste Sovjets Præsidium. Den blev afskaffet efter Sovjetunionens sammenbrud i 1991.
Leninordenen blev sædvanligvis også tildelt de som blev udnævnt til Det Socialistiske Arbejdes Helt. Disse kunne også blive hædret med en byste opsat i hjembyen.

## Inddeling
Ordenen bestod af en enkelt klasse.

## Insignier
Ordenstegnet for udmærkelsen Det Socialistiske Arbejdes Helt bestod af en femtakket, mangesidet, guldstjerne med hammer og segl i midten. Stjernen var ophængt i et rødt bånd. Bagsiden af stjernen bærer ordenens navn. Ordenstegnet ligner det, der blev tildelt, de som blev udnævnt til Sovjetunionens Helt, men for denne orden mangler symbolet midt i stjernen. Begge insignier gør brug af stjernen, et udbredt motiv i sovjetisk symbolik, som også var at finde i Sovjetunionens flag. Ordensbåndets farve har sit ophav i arbejderbevægelsens og socialismens røde flag.

## Tildeling
Udmærkelsen Det Socialistiske Arbejdes Helt blev tildelt enkeltpersoner for fremragende indsats i arbejds- og kulturlivet. Den kunne tildeles samme modtager gentagene gange. Ved ordenens ophævelse i 1991 var antallet af tildelinger kommet op i 19.000.

## Notable modtagere
- Igor Tamm
- Pavel Tjerenkov